# Euxoa titubatis
Euxoa titubatis är en fjärilsart som beskrevs av Smith 1894. Euxoa titubatis ingår i släktet Euxoa och familjen nattflyn. Inga underarter finns listade i Catalogue of Life.